# Maria Paudler

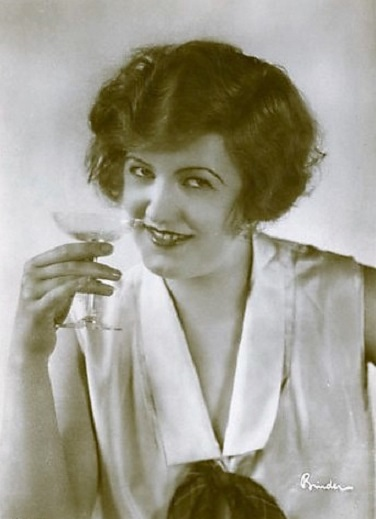
A atriz Maria Paudler Binder

Maria Paudler (Děčín, 20 de junho de 1903 – Munique, 17 de agosto de 1990) foi uma atriz alemã nascida na Áustria.

## Filmografia selecionada
- 1926: Der Jüngling aus der Konfektion
- 1926: Madame wünscht keine Kinder
- 1926: Man spielt nicht mit der Liebe
- 1927: Die Lorelei
- 1953: Keine Angst vor großen Tieren
- 1954: Keine Angst vor Schwiegermüttern
- 1954: Eine Liebesgeschichte
- 1957: Ferien auf Immenhof
- 1958: Grabenplatz 17